# Steve Cunningham
Steve Cunningham (* 15. Juli 1976 in Philadelphia, USA) ist ein US-amerikanischer Profiboxer und ehemaliger, zweifacher IBF-Weltmeister im Cruisergewicht.

## Amateur
Steven Cunningham trat im Alter von 18 Jahren in die US Navy ein und diente von 1994 bis 1998 auf den Flugzeugträgern America und Enterprise. Zu dieser Zeit begann er auch mit dem Boxsport und bestritt etwa 55 Amateurkämpfe. Sein größter Erfolg war der Sieg beim nationalen Golden-Gloves-Turnier 1998 im Halbschwergewicht mit einem Finalsieg gegen den Amateurweltmeister Michael Simms.

## Profikarriere
Sein Profidebüt gewann er am 28. Oktober 2000 gegen Norman Jones. Anschließend gewann er 18 weitere Kämpfe in Folge, darunter gegen den ehemaligen IBO-Weltmeister Sebastiaan Rothmann, den späteren WBA-Weltmeister Guillermo Jones und den ehemaligen IBF-Weltmeister Kelvin Davis.
Am 25. November 2006 boxte er in Warschau erstmals um den IBF-Weltmeistertitel im Cruisergewicht, verlor den Kampf jedoch knapp nach Punkten gegen den polnischen Titelträger Krzysztof Włodarczyk. Den Titel gewann er jedoch im direkten Rückkampf am 26. Mai 2007 in Katowice durch Mehrheitsentscheidung nach Punkten, wobei er seinen Gegner auch am Boden hatte.
Seine erste Titelverteidigung gewann er am 29. Dezember 2007 in Bielefeld durch TKO in der zwölften Runde gegen Marco Huck, nachdem Hucks Trainer Ulli Wegner das Handtuch geworfen hatte. In seiner zweiten Titelverteidigung am 11. Dezember 2008, verlor er den Gürtel jedoch durch eine knappe Punktniederlage an den polnischen Herausforderer Tomasz Adamek. Adamek wurde nach diesem Kampf vom Ring Magazine als Nummer 1 im Cruisergewicht anerkannt.
Durch einen Sieg gegen Wayne Braithwaite am 11. Juli 2009, sicherte er sich eine neue WM-Chance der IBF. Dabei boxte er am 5. Juni 2010 im Jahnsportforum von Neubrandenburg gegen den Kanadier Troy Ross um den vakanten WM-Titel und siegte durch TKO in der fünften Runde. Cunningham wurde nun auch vom Ring Magazine als Nummer 1 geführt. Am 12. Februar 2011 besiegte er in einer Titelverteidigung den Serben Enad Licina einstimmig nach Punkten. Der Kampf fand in Mülheim an der Ruhr statt.
Am 1. Oktober 2011 verlor er den IBF-Titel durch eine technische Entscheidung in Neubrandenburg an Yoan Pablo Hernández. Hernández hatte durch einen unabsichtlichen Kopfstoß eine Cutverletzung erlitten, welche zum Abbruch des Kampfes und zur Auswertung der Punktezettel geführt hatte, auf denen er knapp vorne lag. Durch dieses Ergebnis wurde ein Rückkampf vereinbart und am 4. Februar 2012 in Frankfurt am Main ausgetragen. Dabei siegte Hernández einstimmig nach Punkten und hatte Cunningham zweimal am Boden.
Am 22. Dezember 2012 verlor Cunningham zudem einen Rückkampf gegen den Polen Tomasz Adamek knapp nach Punkten. Das Duell fand im Schwergewicht statt und diente zur Feststellung der Nummer-2-Platzierung der IBF dieser Gewichtsklasse. Am 20. April 2013 verlor Cunningham im Madison Square Garden durch KO in der siebenten Runde gegen Tyson Fury und erlitt damit die erste vorzeitige Niederlage seiner Karriere.
Nachdem er 2014 die unbesiegten Gegner Amir Mansour (20-0) und Natu Visinia (10-0) geschlagen und dabei die US-Meisterschaft im Schwergewicht erkämpft hatte, verlor er am 14. März 2015 in Montreal umstritten nach Punkten gegen den Ukrainer Wjatscheslaw Hlaskow. Fünf Monate später boxte er gegen Antonio Tarver, ehemaliger WBA-, WBC- und IBF-Weltmeister im Halbschwergewicht, und erreichte ein Unentschieden.
Am 16. April 2016 verlor Cunningham beim Kampf um die WBO-Weltmeisterschaft im Cruisergewicht einstimmig gegen Krzysztof Głowacki und war auch viermal am Boden. Am 26. August 2017 verlor er einstimmig gegen Andrew Tabiti beim Kampf um den NABF-Titel und die US-Meisterschaft im Cruisergewicht.

## Liste der Profikämpfe
| 35 Kämpfe, 28 Siege (davon 13 durch K. o.), 7 Niederlagen, 1 Unentschieden |               |                                                                   |               |                                              |        |                                                            |
| Jahr                                                                       | Tag           | Gegner                                                            | Ergebnis      | Typ                                          | Runden | Ort                                                        |
| 2000                                                                       | 28. Oktober   | Norman Jones                                                      | Sieg          | Punktsieg (einstimmig)                       | 4/4    | Jarrell's Gym, Savannah (Georgia)                          |
| 2001                                                                       | 17. Februar   | Robert Marsh                                                      | Sieg          | Punktsieg                                    | 4/4    | Radisson Hotel, Charleston (South Carolina)                |
| 2001                                                                       | 10. März      | Nate Frazier                                                      | Sieg          | KO                                           | 1      | Virginia                                                   |
| 2001                                                                       | 12. April     | Kanovas Alexander                                                 | Sieg          | KO                                           | 1      | Gaillard Municipal Auditorium, Charleston (South Carolina) |
| 2001                                                                       | 28. April     | Jeff Bowman                                                       | Sieg          | TKO                                          | 1      | Nashville                                                  |
| 2001                                                                       | 12. Mai       | Richard Perry                                                     | Sieg          | KO                                           | 1      | Johnson City (Tennessee)                                   |
| 2001                                                                       | 24. Mai       | Mike Williams                                                     | Sieg          | TKO                                          | 6      | The Plex, Charleston (South Carolina)                      |
| 2001                                                                       | 28. Juni      | John Battle                                                       | Sieg          | KO                                           | 1      | The Plex, Charleston (South Carolina)                      |
| 2001                                                                       | 26. Juli      | Shawn Townsend                                                    | Sieg          | TKO                                          | 6      | Charleston (South Carolina)                                |
| 2001                                                                       | 30. August    | Shawn Townsend                                                    | Sieg          | TKO                                          | 3      | Charleston (South Carolina)                                |
| 2001                                                                       | 29. September | Caseny Truesdale                                                  | Sieg          | Punktsieg                                    | 4/4    | Martinsville (Virginia)                                    |
| 2002                                                                       | 27. Juli      | Joseph Awiningoya                                                 | Sieg          | Punktsieg (einstimmig)                       | 8/8    | Mandalay Bay Resort and Casino, Las Vegas                  |
| 2003                                                                       | 29. März      | Demetrius Jenkins                                                 | Sieg          | Punktsieg (einstimmig)                       | 8/8    | Spectrum, Philadelphia (Pennsylvania)                      |
| 2003                                                                       | 20. September | Terry McGroom                                                     | Sieg          | Punktsieg (einstimmig)                       | 8/8    | Mohegan Sun Casino, Connecticut                            |
| 2004                                                                       | 22. Mai       | Sebastiaan Rothmann                                               | Sieg          | Punktsieg (Mehrheitsentscheidung)            | 10/10  | Carnival City Casino, Brakpan                              |
| 2004                                                                       | 2. Oktober    | Forrest Neal                                                      | Sieg          | TKO                                          | 4/8    | Madison Square Garden, New York City                       |
| 2005                                                                       | 2. April      | Guillermo Jones                                                   | Sieg          | Punktsieg (mehrstimmig)                      | 10/10  | DCU Center, Worcester (Massachusetts)                      |
| 2005                                                                       | 3. September  | Kelvin James IBF-Cruisergewicht-Eliminatorsmeisterschaft          | Sieg          | Punktsieg (einstimmig)                       | 12/12  | Gund Arena, Cleveland (Ohio)                               |
| 2006                                                                       | 7. Januar     | Lloyd Bryan                                                       | Sieg          | TKO                                          | 5/10   | Madison Square Garden, New York City                       |
| 2006                                                                       | 25. November  | Krzysztof Włodarczyk vakante IBF-Cruisergewicht-Weltmeisterschaft | Niederlage    | Punktniederlage (mehrstimmig)                | 12/12  | Torwar Sport Hall, Warschau                                |
| 2007                                                                       | 26. Mai       | Krzysztof Włodarczyk IBF-Cruisergewicht-Weltmeisterschaft         | Sieg          | Punktsieg (Mehrheitsentscheidung)            | 12/12  | Spodek, Katonice                                           |
| 2007                                                                       | 29. Dezember  | Marco Huck IBF-Cruisergewicht-Titelverteidigung                   | Sieg          | TKO                                          | 12/12  | Seidensticker Halle, Bielefeld                             |
| 2008                                                                       | 11. Dezember  | Tomasz Adamek IBF-Cruisergewicht-Titelverteidigung                | Niederlage    | Punktniederlage (mehrstimmig)                | 12/12  | Prudential Center, Newark (New Jersey)                     |
| 2009                                                                       | 11. Juli      | Wayne Braithwaite IBF-Cruisergewicht-Eliminatorsmeisterschaft     | Sieg          | Punktsieg (einstimmig)                       | 12/12  | BankAtlantic Center, Sunrise (Florida)                     |
| 2010                                                                       | 5. Juni       | Troy Ross vakante IBF-Cruisergewicht-Weltmeisterschaft            | Sieg          | TKO                                          | 5/12   | Jahnsportforum, Neubrandenburg                             |
| 2011                                                                       | 12. Februar   | Enad Licina IBF-Cruisergewicht-Titelverteidigung                  | Sieg          | Punktsieg (einstimmig)                       | 12/12  | RWE Rhein-Ruhr Sporthalle, Mülheim an der Ruhr             |
| 2011                                                                       | 1. Oktober    | Yoan Pablo Hernández IBF-Cruisergewicht-Titelverteidigung         | Niederlage    | Punktniederlage (mehrstimmig) / Kampfabbruch | 6/12   | Jahnsportforum, Neubrandenburg                             |
| 2012                                                                       | 4. Februar    | Yoan Pablo Hernández IBF-Cruisergewicht-Weltmeisterschaft         | Niederlage    | Punktniederlage (einstimmig)                 | 12/12  | Fraport Arena, Frankfurt am Main                           |
| 2012                                                                       | 8. September  | Jason Gavern                                                      | Sieg          | Punktsieg (einstimmig)                       | 10/10  | Prudential Center, Newark (New Jersey)                     |
| 2012                                                                       | 22. Dezember  | Tomasz Adamek IBF-Nordamerika-Schwergewichtsmeisterschaft         | Niederlage    | Punktniederlage (einstimmig)                 | 12/12  | Sands Casino Resort, Bethlehem (Pennsylvania)              |
| 2013                                                                       | 20. April     | Tyson Fury                                                        | Niederlage    | KO                                           | 7/12   | Madison Square Garden Theater, New York City               |
| 2013                                                                       | 14. Dezember  | Manuel Quezada                                                    | Sieg          | Punktsieg (einstimmig)                       | 8/8    | Resorts International, Atlantic City (New Jersey)          |
| 2014                                                                       | 4. April      | Amir Mansour USBA-Schwergewichtsmeisterschaft                     | Sieg          | Punktsieg (einstimmig)                       | 10/10  | Liacouras Center, Philadelphia (Pennsylvania)              |
| 2014                                                                       | 18. Oktober   | Natu Visinia                                                      | Sieg          | Aufgabe                                      | 7/12   | 2300 Arena, Philadelphia (Pennsylvania)                    |
| 2015                                                                       | 14. März      | Wjatscheslaw Hlaskow USBA-Schwergewichtsmeisterschaft             | Niederlage    | Punktniederlage (einstimmig)                 | 12/12  | Bell Centre, Montreal                                      |
| 2015                                                                       | 14. August    | Antonio Tarver                                                    | Unentschieden | Punktentscheidung                            | 12/12  | Prudential Center, Newark (New Jersey)                     |